# Адріано Банк'єрі
Адріа́но Банк'єрі (італ. Adriano Banchieri, італ. Adriano di Bologna; 3 вересня 1568, Болонья — 1634, там само) — італійський монах бенедиктинець, органіст, композитор і теоретик музики.

## Біографія
Народився в Болоньї. У 1587 році вступив до ордену бенедиктинців, змінивши ім'я Томмазо на Адріано, у 1590 році прийняв обітниці. Одним з його вчителів в монастирі був органіст і композитор Джозеффо Гуамі, що мав великий вплив на стиль Банк'єрі.
З 1592 року служив органістом в різних оліветанських монастирях і церквах. У 1615 році він заснував товариство «Академія деі Флориді» (Accademia dei Floridi), в якому брав участь під псевдонімом Il dissonante. У 1622 році товариство було перейменовано в «Академія деі Філомузі» (Accademia dei Filomusi), в 1633 році перетворилося в «Академія деі Філаскізі» (Accademia dei Filaschisi), а потім в Болонську філармонічну академію.
У 1613 році Банк'єрі отримав статус професора музики. У 1618 році він отримав титул абата.
У 1634 році через погіршення здоров'я Банк'єрі перейшов до монастиря Сан Бернардо в Болоньї, де в тому ж році помер від апоплексичного удару.

## Творчість
Адріано Банк'єрі вважається одним з найбільших теоретиків музики століття XVII. Він писав теоретичні праці з питань музичного виконавства і церковного співу, гармонії, ритму і вокальної орнаментики. Банк'єрі намагався поєднати традиційний принцип модальності з новим принципом тональності.
Одним з перших він застосував у своїх творах генерал-бас. Його твір «Concerti ecclesiastici» (Церковні концерти, 1595 року) — найстаріші з творів з генерал-басом, що збереглися до нашого часу.
Банк'єрі легко приймав реформи і серед перших став використовувати знаки p (piano) і f (forte) в музичних текстах. Він відстоював точність інтерпретації музичних творів і виступав за посилення ролі композитора. Був одним з перших, хто став використовувати паличку при диригуванні.
Банк'єрі був дуже продуктивним композитором, складав різноманітну світську і духовну музику: меси мотет и мадригал и, органні п'єси.
Починаючи з 1605 він опублікував серію творів для органу під назвою «L'organo suonarino», вона була, щонайменше, шість разів перевидана до 1638 року. Як і Ораціо Веккі, він хотів поєднати мадригал з драматичною дією і був одним з основоположників жанру мадригальної комедії, коли виконувані послідовно мадригали складалися в цілісне оповідання.
Цікавий пародійний мадригал «Контрапункт тварин і розуму» з комедії «Festina nella sera del giovedi grasso avanti cena». У ньому поєднуються григоріанський хорал з безглуздим текстом, нявканням, собачим гавкотом, куванням зозулі та іншими звуками тварин у виконанні співаків.
Володіючи літературним талантом, Банк'єрі сам писав тексти для своїх мадригальних комедій.
Комедії та новели він публікував під псевдонімом Камілло Скаліджері далла Фратто (Camillo Scaliggeri dalla Fratta), а популярний твір «Шляхетність осла» (La nobiltà dell'asino) подписаний як Аттабаліппа даль Перу (Attabalippa dal Perù).
Банк'єрі цікавився діалектами італійської мови і опублікував кілька книг на цю тему. У своїх лібрето він використовував діалекти для характеристики персонажів.

## Твори

### Теоретичні праці

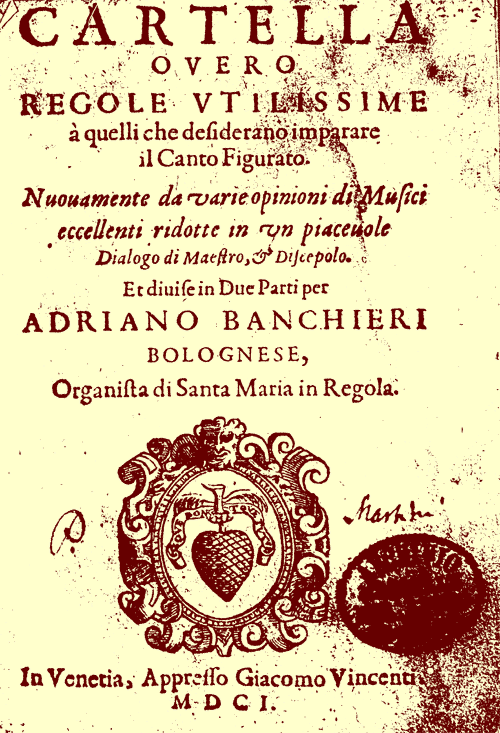
Обкладинка трактату «Cartella», 1601 г.

- L'organo suonarino, 1605, 1607 та ін.
- Conclusioni del suono dell'organo (Про гру на органі), 1609
- Cartella, overo regole utilissime à quelli che desiderano imparare il canto figurato, 1601
- Direttorio monastico di canto fermo, 1615

### Музичні твори
- 12 поліфонічних мес
- Три книги восьмиголосна церковних концертів, 1599
- двоголосні мотети з бассо контінуо
- Canzoni alla francese для чотирьох голосів, 1596
- збірки мадригалів, мадригальні комедії
  - La pazzia senile (Старече навіженство), 1598
  - Il metamorfosi musicale (Музичні метаморфози), 1601
  - Il zabaione musicale, 1604
  - La barca di Venezia per Padova, 1605
  - Il virtuoso ridotto tra signori e dame, 1607
  - La prudenza giovenile (Розсудливість молодості), 1607
  - Festina nella sera del giovedi grasso avanti cena, 1608
  - Tirsi, Fili a Clori, 1614
  - Trattenimenti da villa, 1630

### Літературні твори
- «Шляхетність віслюка» (La nobiltà dell'asino), 1592, 1599 (під псевдонімом Attabalippa dal Perù Provincia del Mondo novo)[6]

## Записи
Список компакт-дисків на Medieval.org. [Архівовано 29 червня 2009 у Wayback Machine.]